# 火山雷

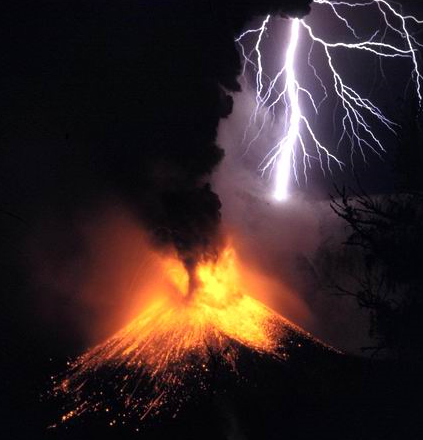
火山雷

火山雷（英語：volcanic lightning）是火山喷出物摩擦产生的静电产生的闪电。奧古斯丁火山、 冰岛2010年埃亚菲亚德拉火山爆发時以及意大利西西里岛埃特纳火山和菲律宾的塔阿爾火山均有出現過火山雷這一情況

## 外部連結
- 维基共享资源上的相關多媒體資源：火山雷